# Nímos
Nímos (grec moderne : Νίμος) est une île grecque située dans le sud de la mer Égée, près de la côte nord de Symi.

## Géographie
Elle s'étend sur plus de 3,3 km de longueur pour une largeur maximale d'environ 2,1 km. 

## Population
| Année     | 1947 | 1951 | 1961 | 1971 | 1981 | 1991 | 2001 | 2011 |
| Habitants | -    | 18   | -    | 6    | -    | -    | -    | 0    |